# Kōenji Hyakkei
Kōenji Hyakkei (jap. 高円寺百景 Kōenjihyakkei) – japoński progresywny zespół rockowy. Jeden z kontynuatorów  muzyki zeuhl, stylu zapoczątkowanego przez Christiana Vandera – lidera i perkusistę francuskiej grupy Magma.
Formacja założona została w 1991 roku w Tokio. Jej liderem jest awangardowy perkusista Tatsuya Yoshida (grający też w podobnej grupie Ruins). Teksty utworów Kōenji Hyakkei śpiewane są w wymyślonym, nieistniejącym języku (nie wiadomo również, czy mają jakieś znaczenie, czy są to też tylko przypadkowe, nonsensowne słowa). Nazwę grupy przetłumaczyć można jako Sto Widoków Kōenji (jednej z dzielnic Tokio, z której pochodzi wokalista Aki Kubota).

## Skład grupy

### Aktualni członkowie
- Tatsuya Yoshida (jap. 吉田達也 Yoshida Tatsuya) – perkusja, śpiew
- Kengo Sakamoto (jap. 坂元健吾 Sakamoto Kengo) – gitara basowa, śpiew
- Takashi Yabuki (jap. 矢吹卓 Yabuki Takashi) – instrumenty klawiszowe
- Aki Kubota (jap. 工藤亜紀 Kubota Aki) – śpiew
- Keiko Komori (jap. 小森慶子 Komori Keiko) – instrumenty dęte, śpiew

### Byli członkowie
- Ryuichi Masuda – śpiew, gitara
- Shigekazu Kuwahara – śpiew, gitara basowa
- Jin Harada – gitara, śpiew
- Kenichi Oguchi – instrumenty klawiszowe
- Nami Sagara – śpiew
- Miyako Kanazawa – instrumenty klawiszowe, śpiew
- Kyoko Yamamoto – śpiew

## Dyskografia

### Albumy
- Hundred Sights of Koenji (1994)
- Ni (II) (1997)
- Nivraym (2001)
- Angherr Shisspa (2005)

### Video
- Live at Star Pine's Cafe (2002)
- Live at Doors (2006)
- 070531 (2008)